# Eulmont
Eulmont est une commune française située dans le département de Meurthe-et-Moselle en région Grand Est.
Eulmont fait partie de la Communauté de communes de Seille et Grand Couronné.
Ses habitants sont appelés les Eulmontois et les Eulmontoises.

## Géographie
Village de la vallée de l'Amezule au nord-est de Nancy.

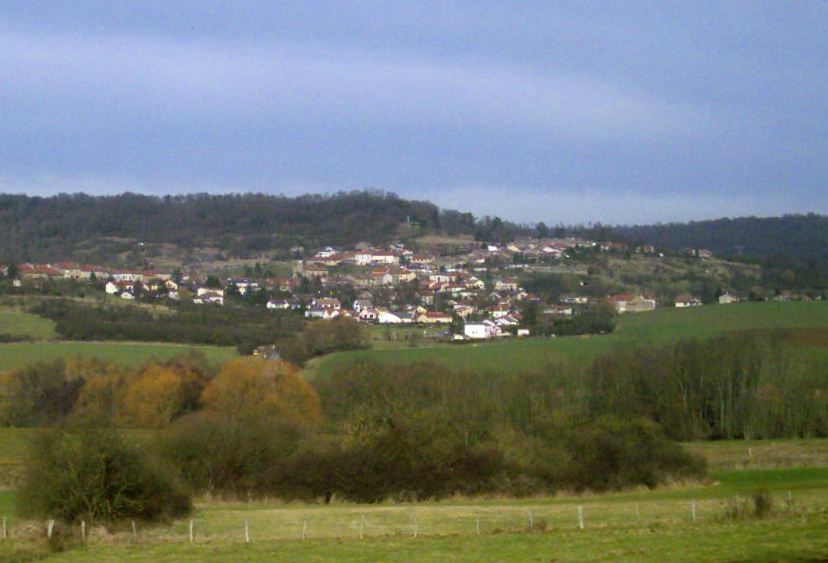
Vue générale du village.

.

## Toponymie
Le nom de la localité est attesté sous les formes Oemunt (1076) ; Amalenmont (1193-1198) ; Eumons (1198) ; Georges de Octomontibus (1494) ; Octemont (1526) ; Huictzmontz (1539).

Jusque vers la fin du XXe siècle, le nom du village se prononçait « Eumont »,. D'ailleurs, Dom Calmet dans son histoire du Prieuré de Lay, l'écrit Eumont.

## Histoire
En 1522, Christophe Bouley, dominicain, suffragant de Mr Jean cardinal de Lorraine, évêque de Toul, fit la dédicace  et la consécration de l'église Saint-Remy d'Eulmont.
En 1591, M. de Lenoncourt nomma un chapelain à la chapelle de Notre-Dame-de-Pitié, située à Eulmont.
Autrefois dépendant de la paroisse de Lay-Saint-Christophe, Eulmont fut érigée en cure par l'évêque de Toul le 21 juin 1708.

## Politique et administration
| Période                                  | Période                   | Identité                                      | Étiquette | Qualité                                                |
| ---------------------------------------- | ------------------------- | --------------------------------------------- | --------- | ------------------------------------------------------ |
| Les données manquantes sont à compléter. |                           |                                               |           |                                                        |
| 1872                                     | 1872                      | Charles Perrin                                |           |                                                        |
| 1900                                     | 1912                      | Pierre Célestin Renauld,                      | radical   | Conseiller d'arrondissement                            |
| 1912                                     | 1918                      | Pompey                                        |           |                                                        |
| 1950                                     |                           | Georges Gassmann                              |           |                                                        |
| 1997                                     | 2001                      | Dominique Dardenne                            |           |                                                        |
| 2001                                     | 2014                      | Serge Marchal                                 | UDI       |                                                        |
| mars 2014                                | En cours (au 23 mai 2020) | Claude Thomas, Réélu pour le mandat 2020-2026 |           | Ancien employé, président de la communauté de communes |

## Population et société

### Démographie
L'évolution du nombre d'habitants est connue à travers les recensements de la population effectués dans la commune depuis 1793. Pour les communes de moins de 10 000 habitants, une enquête de recensement portant sur toute la population est réalisée tous les cinq ans, les populations de référence des années intermédiaires étant quant à elles estimées par interpolation ou extrapolation. Pour la commune, le premier recensement exhaustif entrant dans le cadre du nouveau dispositif a été réalisé en 2007.

En 2022, la commune comptait 1 116 habitants, en évolution de +6,9 % par rapport à 2016 (Meurthe-et-Moselle : −0,13 %, France hors Mayotte : +2,11 %).
| 1793 | 1800 | 1806 | 1821 | 1831 | 1836 | 1841 | 1846 | 1851 |
| ---- | ---- | ---- | ---- | ---- | ---- | ---- | ---- | ---- |
| 532  | 554  | 581  | 496  | 555  | 578  | 562  | 586  | 578  |

| 1856 | 1861 | 1872 | 1876 | 1881 | 1886 | 1891 | 1896 | 1901 |
| ---- | ---- | ---- | ---- | ---- | ---- | ---- | ---- | ---- |
| 557  | 572  | 552  | 576  | 552  | 534  | 530  | 532  | 578  |

| 1906 | 1911 | 1921 | 1926 | 1931 | 1936 | 1946 | 1954 | 1962 |
| ---- | ---- | ---- | ---- | ---- | ---- | ---- | ---- | ---- |
| 570  | 584  | 558  | 549  | 558  | 575  | 508  | 525  | 558  |

| 1968 | 1975 | 1982 | 1990 | 1999 | 2006 | 2007 | 2012 | 2017  |
| ---- | ---- | ---- | ---- | ---- | ---- | ---- | ---- | ----- |
| 604  | 655  | 722  | 909  | 980  | 991  | 992  | 982  | 1 080 |

| 2022  | - | - | - | - | - | - | - | - |
| ----- | - | - | - | - | - | - | - | - |
| 1 116 | - | - | - | - | - | - | - | - |

## Économie

### Hydrographie
La commune est dans le bassin versant du Rhin au sein du bassin Rhin-Meuse. Elle est drainée par l'Amezule et le ruisseau de Gencey,.
L'Amezule, d'une longueur de 19 km, prend sa source dans la commune de Erbéviller-sur-Amezule et se jette  dans la Meurthe à Champigneulles, après avoir traversé douze communes.

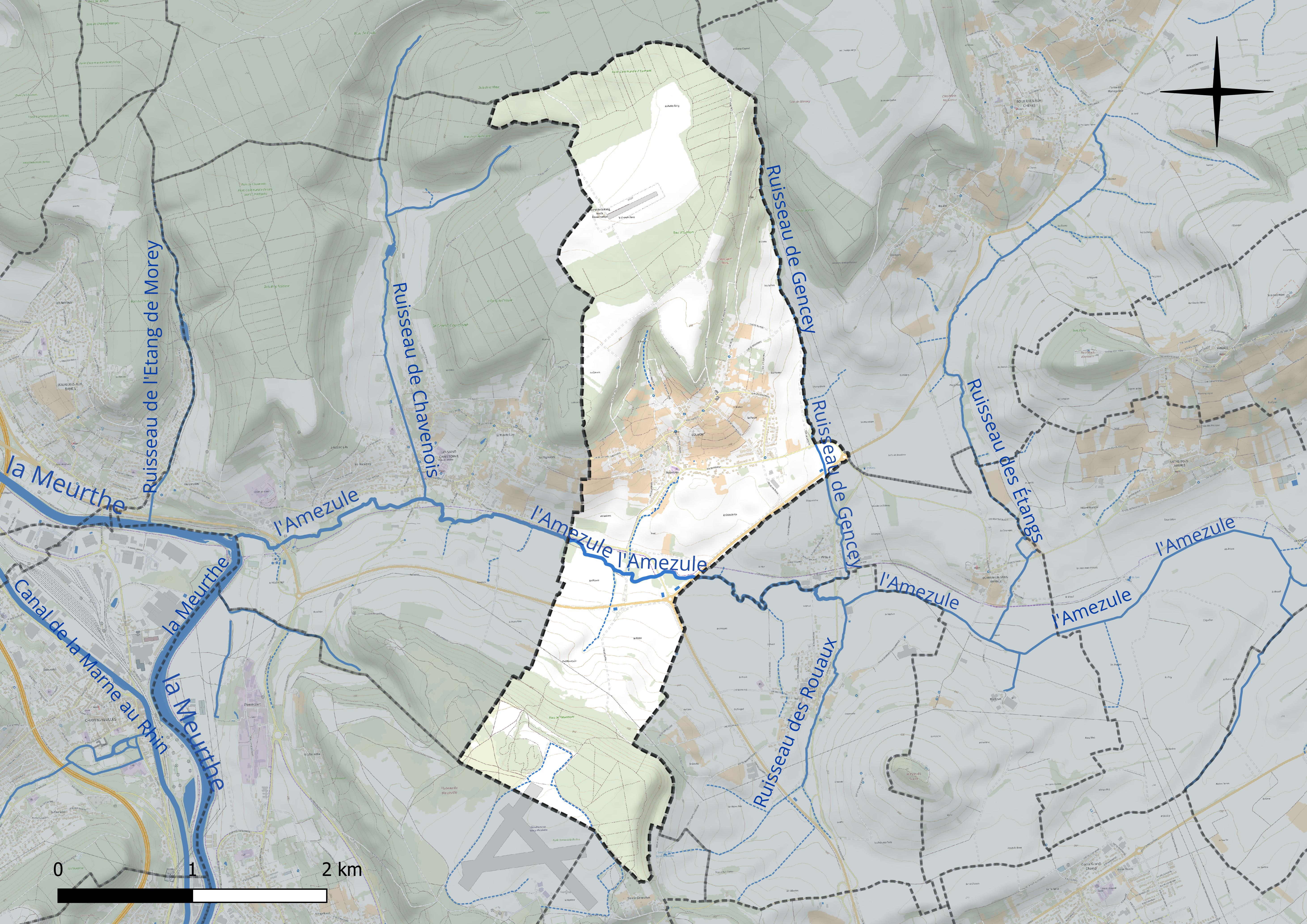
Réseau hydrographique d'Eulmont.

### Climat
Pour des articles plus généraux, voir Climat du Grand Est et Climat de Meurthe-et-Moselle.
En 2010, le climat de la commune est de type climat des marges montargnardes, selon une étude du Centre national de la recherche scientifique s'appuyant sur une série de données couvrant la période 1971-2000. En 2020, Météo-France publie une typologie des climats de la France métropolitaine dans laquelle la commune est exposée à un climat semi-continental et est dans la région climatique  Lorraine, plateau de Langres, Morvan, caractérisée par un hiver rude (1,5 °C), des vents modérés et des brouillards fréquents en automne et hiver.
Pour la période 1971-2000, la température annuelle moyenne est de 9,8 °C, avec une amplitude thermique annuelle de 17 °C. Le cumul annuel moyen de précipitations est de 817 mm, avec 12 jours de précipitations en janvier et 9,8 jours en juillet. Pour la période 1991-2020, la température moyenne annuelle observée sur la station météorologique de Météo-France la plus proche, « Nancy-Essey », sur la commune de Tomblaine à 7 km à vol d'oiseau, est de 11,0 °C et le cumul annuel moyen de précipitations est de 746,3 mm. 
La température maximale relevée sur cette station est de 40,1 °C, atteinte le 24 juillet 2019 ; la température minimale est de −24,8 °C, atteinte le 21 février 1956,,.
Les paramètres climatiques de la commune ont été estimés pour le milieu du siècle (2041-2070) selon différents scénarios d'émission de gaz à effet de serre à partir des nouvelles projections climatiques de référence DRIAS-2020. Ils sont consultables sur un site dédié publié par Météo-France en novembre 2022.

## Urbanisme

### Typologie
Au 1er janvier 2024, Eulmont est catégorisée bourg rural, selon la nouvelle grille communale de densité à sept niveaux définie par l'Insee en 2022.
Elle appartient à l'unité urbaine de Nancy, une agglomération intra-départementale regroupant 28  communes, dont elle est une commune de la banlieue,,. Par ailleurs la commune fait partie de l'aire d'attraction de Nancy, dont elle est une commune de la couronne,. Cette aire, qui regroupe 353 communes, est catégorisée dans les aires de 200 000 à moins de 700 000 habitants,.

### Occupation des sols
L'occupation des sols de la commune, telle qu'elle ressort de la base de données européenne d’occupation biophysique des sols Corine Land Cover (CLC), est marquée par l'importance des territoires agricoles (50,6 % en 2018), en diminution par rapport à 1990 (54,7 %). La répartition détaillée en 2018 est la suivante : forêts (35,4 %), terres arables (27,3 %), prairies (17,3 %), zones urbanisées (7,8 %), cultures permanentes (5,9 %), milieux à végétation arbustive et/ou herbacée (5,3 %), espaces verts artificialisés, non agricoles (0,8 %). L'évolution de l’occupation des sols de la commune et de ses infrastructures peut être observée sur les différentes représentations cartographiques du territoire : la carte de Cassini (XVIIIe siècle), la carte d'état-major (1820-1866) et les cartes ou photos aériennes de l'IGN pour la période actuelle (1950 à aujourd'hui).

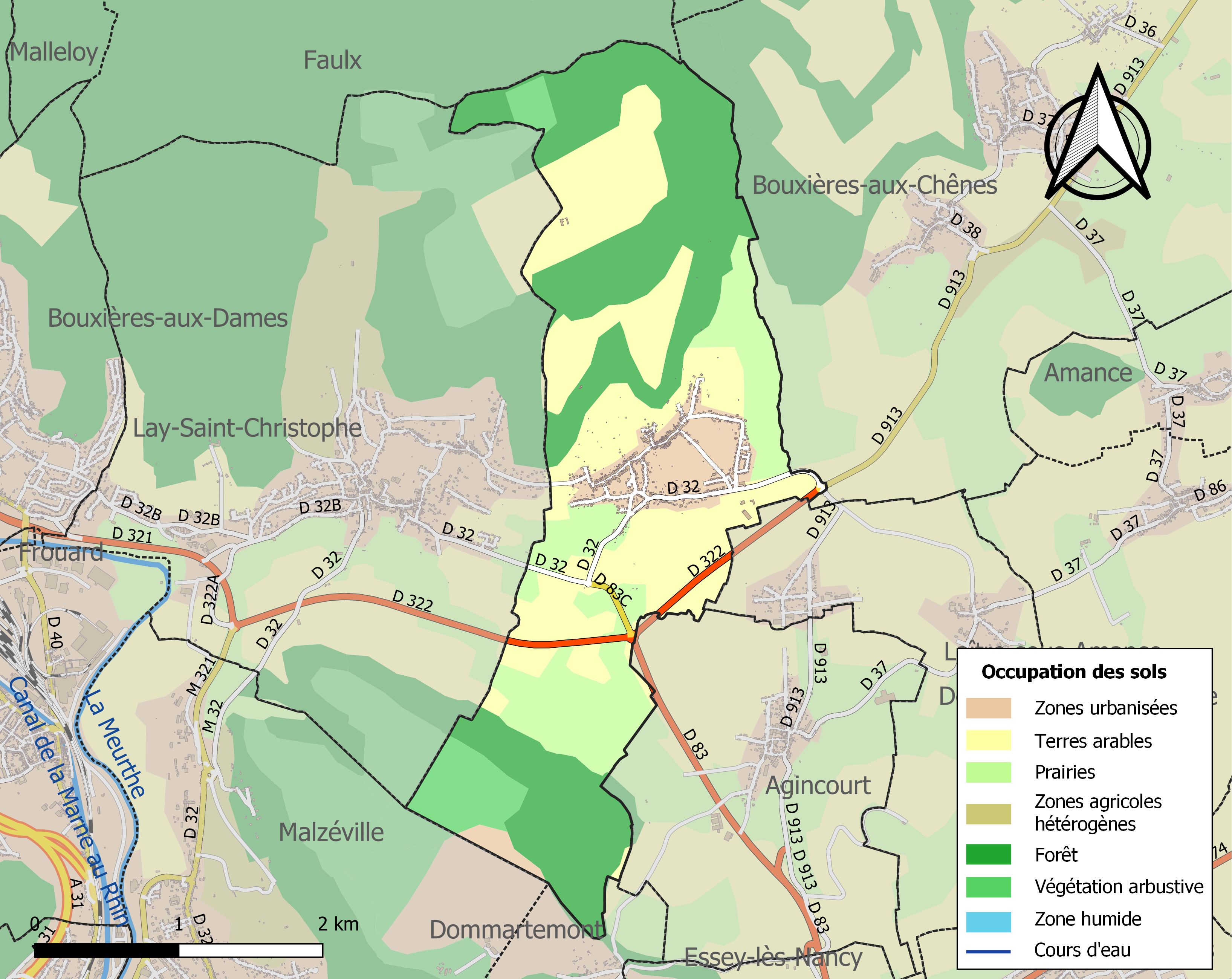
Carte des infrastructures et de l'occupation des sols de la commune en 2018 (CLC).

## Culture locale et patrimoine

### Lieux et monuments
- Château du Haut XVIIIe : logette XVIIe, puits. Le château, y compris le puits, est inscrit au titre des monuments historiques par arrêté du 22 septembre 1995[31].
- Domaine de la Franche-Moitresse XVIe, qui appartint au XVIIIe à Emmanuel Héré (architecte de Stanislas). Le domaine (jardin, colombier, communs, logis) est inscrit au titre des monuments historiques par arrêté du 29 juin 1993[32].
- Église Saint-Remy : tour à 4 étages XIVe, nef XVIe[33].
- Tour du Crany (tour des Pestiférés), XVIIIIe : tour ronde en ruine.

### Personnalités liées à la commune
- Emmanuel Héré, célèbre architecte de la place Stanislas de Nancy y avait sa demeure avec son parc sur les hauteurs du village. La propriété, toujours en état, se visite.

### Héraldique
| Blason de Eulmont | Blason  | Blasonnement : d'or à la fasce de gueules chargée d'un croissant d'argent, accompagnée en chef d'un héron éployé de sable. |
| Blason de Eulmont | Détails | Ce sont les armes de Léopold Emmanuel Héré de Corny.                                                                       |